# Hannes Alfvén
Hannes Olof Gösta Alfvén (ur. 30 maja 1908 w Norrköping, zm. 2 kwietnia 1995 w Djursholm) – szwedzki fizyk, laureat Nagrody Nobla z dziedziny fizyki w roku 1970 za badania w zakresie magnetohydrodynamiki i ich zastosowanie do fizyki plazmy. Zajmował się też astrofizyką.

## Życiorys
Twórca podstaw elektrodynamiki kosmicznej, współtwórca magnetohydrodynamiki. W latach 1940–1973 profesor Królewskiego Instytutu Technologicznego w Sztokholmie, członek Szwedzkiej Akademii Nauk. Odkrywca fal magnetohydrodynamicznych w plazmie nazwanych na jego cześć falami Alfvena.
Noblista wykazał, że szybki ruch wirowy młodego Słońca mógł przez pola magnetyczne przenieść się na otaczający go obłok gazowy, z którego uformowały się planety. Powiązał burze słoneczne z powstawaniem zórz polarnych. Zajmował się również problemami astrofizyki, m.in. przedstawił teorię promieniowania radioźródeł.
Alfvén w swoich pracach rozważał teorie, które zwykle szły wbrew głównym prądom nauki. Zdaniem Alfvéna to plazma i oddziaływania elektromagnetyczne, a nie grawitacja, jak postuluje model standardowy, odpowiada za ewolucję Wszechświata i inne procesy występujące w kosmosie. Według głoszonych przez niego idei we Wszechświecie panuje równowaga pomiędzy materią i antymaterią. Dla podkreślenia, jak poważnie traktuje swoje teorie, Alfvén ufundował, i dał do przechowania dla Amerykańskiej Unii Geofizycznej, medal dla osoby, która jako pierwsza udowodni, iż najbliższa po Słońcu nam gwiazda Alfa Centauri nie jest zbudowana z antymaterii.
Na bazie prac i idei Alfvéna zaproponowany został przez Ralpha E. Juergensa budzący kontrowersje elektryczny model kosmosu.
Za podstawowe prace z dziedziny magnetohydrodynamiki i fizyki plazmy oraz ich zastosowanie otrzymał w roku 1970 Nagrodę Nobla.

## Wybór publikacji (książki)[3]
- 1950 – Cosmical Electrodynamics,
- 1954 – On the Origin of the Solar System,
- 1966 – Worlds-Antiworlds: Antimatter in Cosmology,
- 1968 – The Great Computer: A Vision (jako Olof Johannesson),
- 1969 – Atom, Man, and the Universe: A Long Chain of Complications,
- 1972 – Living on the Third Planet,
- 1975 – Structure and Evolutionary History of the Solar System (wsp. Gustaf Arrhenius),
- 1981 – Cosmic Plasma.

## Odznaczenia[4]
- 1950 – The Polhem Prize
- 1958 – John Ericsson Medal
- 1967 – Gold Medal of the Royal Royal Astronomical Society
- 1970 – Nobel Prize in Physics
- 1971 – M.V. Lomonosov Gold Medal
- 1971 – Franklin Medal
- 1980 – Roland Eötvös Medal, COSPAR
- 1982 – Carl XVI Gustaf Medal
- 1988 – William Bowie Medal, AGU
- H.T. Cedergren Medal
- Anders Celsius Medal